# Turismo sessuale

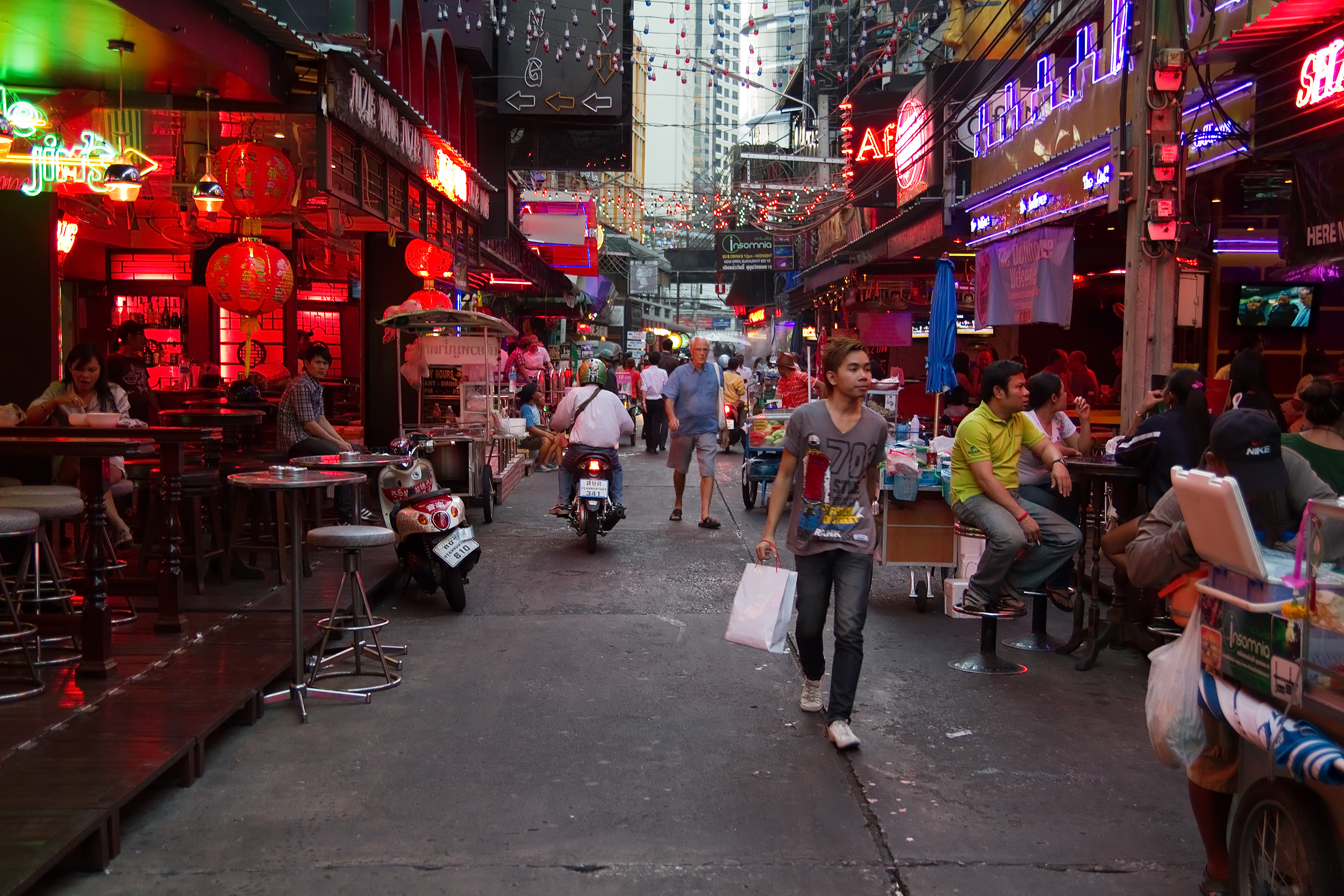
Soi Cowboy, un quartiere a luci rosse di Bangkok

Il turismo sessuale è un fenomeno che comprende viaggi volti a ottenere prestazioni sessuali da prostitute o "gigolò". Il viaggio è tipicamente intrapreso da turisti o turiste dei paesi benestanti verso i paesi in via di sviluppo e può implicare pagamenti in contanti o in natura.
L'Organizzazione mondiale del turismo definisce il turismo sessuale come «viaggi organizzati dagli operatori del settore turistico, o da esterni che usano le proprie strutture e reti, con l'intento primario di far intraprendere ai turisti una relazione sessuale a sfondo commerciale con i residenti del luogo di destinazione».
Questo tipo di turismo ha, secondo l'ONU, conseguenze sociali e culturali sia per i paesi d'origine sia per quelli di destinazione, particolarmente in quelle situazioni ove si sfruttano le diseguaglianze di sesso, età, condizione sociale ed economica delle popolazioni delle mete turistiche.
Motivo di ulteriore attrazione per chi pratica turismo sessuale possono essere anche ridotti costi dei servizi nei paesi di destinazione e (cosa tendente a favorire un incremento potenziale della criminalità):
- prostituzione, sia legale sia soggetta a differenti applicazioni della legge;
- riduzione dell'età del consenso, o indifferenza delle leggi verso questo aspetto;
- accesso alla prostituzione minorile dove le proibizioni legali sono deboli o dove è più probabile che non siano fatte rispettare.

## Destinazioni

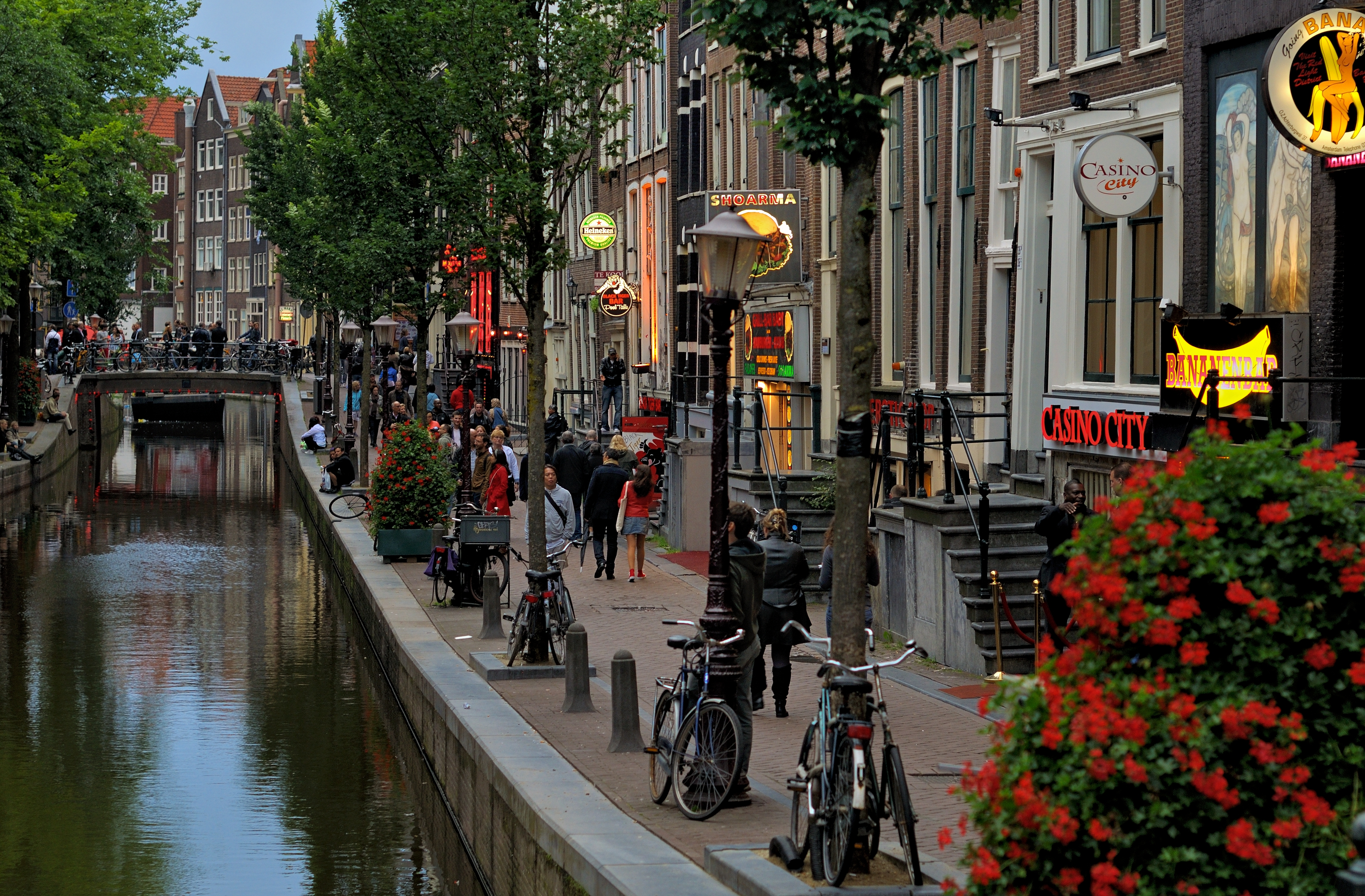
De Wallen, il quartiere a luci rosse di Amsterdam, offre attività come la prostituzione legale e una serie di caffetterie che vendono marijuana. È una delle principali attrazioni turistiche in tutto il mondo.

Il fenomeno, secondo una ricerca di Ecpat e dell'Università di Parma, è presente a livello planetario:
- Bangladesh
- Brasile
- Colombia
- Nepal
- Thailandia
- Ucraina
- Kenya
- Europa e Africa

Tali mete sono in continua evoluzione a seguito della spinta che anche l'informatica ha contribuito a dare nell'organizzazione dei viaggi e dei servizi. Questo aspetto, unito alla diminuzione del prezzo delle tecnologie digitali, ha dato l'opportunità ai turisti sessuali di veicolare con più velocità immagini o filmati delle loro vacanze, contribuendo in tal modo ad alimentare anche la diffusione del fenomeno pedopornografia, il che ha fatto sì che anche il legislatore italiano si adeguasse, prevedendo delle norme ad hoc
Una singola città o regione può avere una particolare reputazione come meta del turismo sessuale. Molte di queste coincidono con i maggiori distretti a luci rosse, e ne fanno parte Amsterdam nei Paesi Bassi; Bangkok, Pattaya e Phuket in Thailandia; e Angeles, l'area della prima base militare delle Forze armate degli Stati Uniti nella provincia di Pampanga, Filippine.
Negli Stati Uniti la prostituzione è quasi dappertutto illegale, con l'eccezione delle aree rurali dello Stato del Nevada; queste sono diventate una destinazione di turismo sessuale per alcuni americani. Su un confine più stretto, anche molte altre grandi città degli USA sono destinazione per turisti sessuali domestici, nonostante siano previste multe per chi si prostituisce. Al contrario, la prostituzione è un'attività legale in un numero crescente di altri stati del mondo, in molti dei quali sono comprese le destinazioni.

### Destinazioni del turismo sessuale femminile
Le principali destinazioni del turismo sessuale femminile sono: la parte occidentale dell'Europa meridionale (Italia e Spagna), gran parte dei Caraibi (Giamaica, Barbados e Repubblica Dominicana) e Kenya. Tra le destinazioni minori ci sono Nepal, Figi e Costa Rica.

## Diffusione

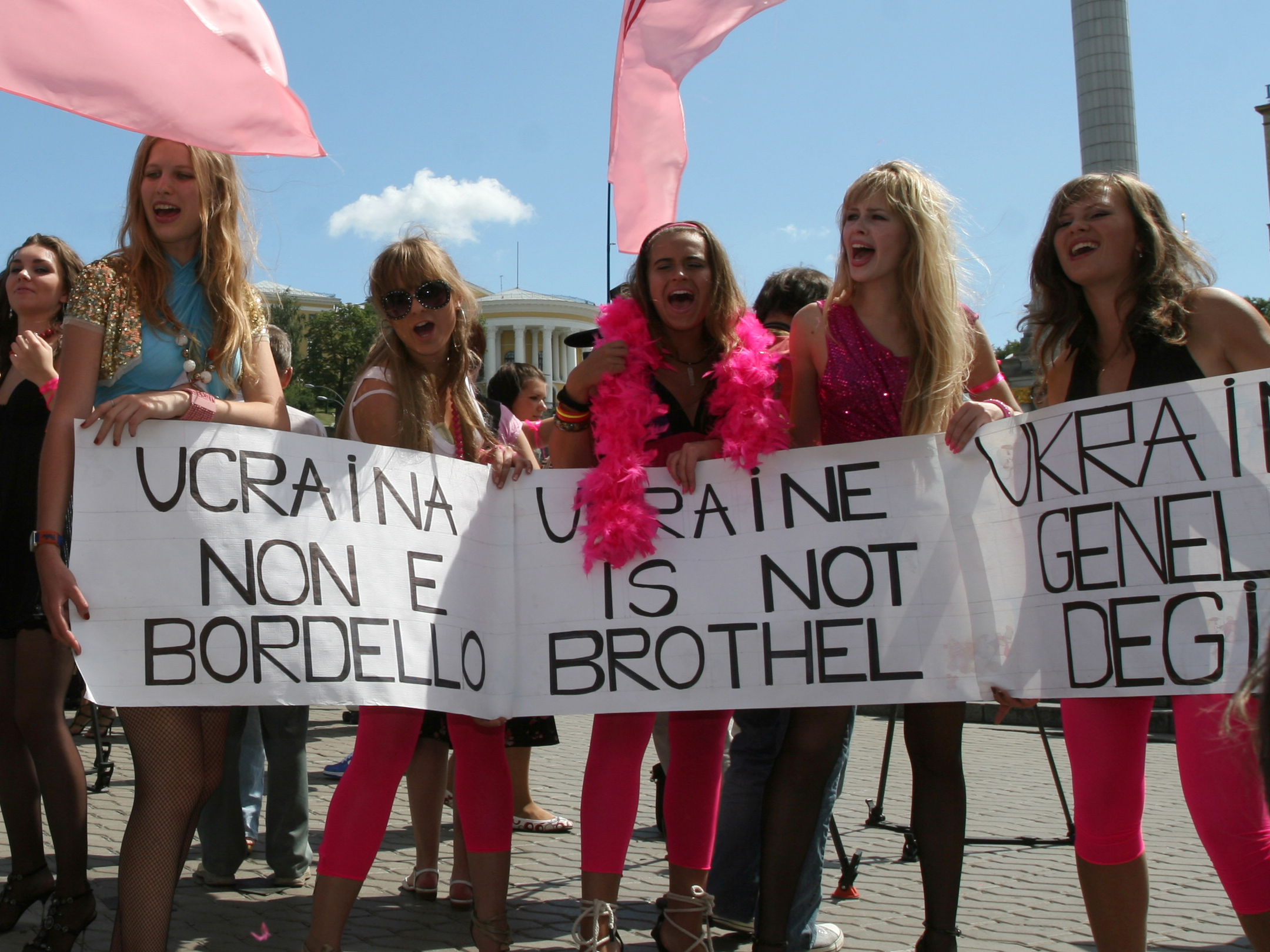
Alcune attiviste del movimento FEMEN che protestano contro l'aumento del turismo sessuale in Ucraina, nel documentario Femen - L'Ucraina non è in vendita.

Nel 2016-2017 l'Italia è risultata il sesto Paese per numero di pedofili in cerca di prostituzione minorile e adulta all'estero, preceduta da Francia, Germania, Regno Unito, Cina e Giappone.
Il 16 gennaio 2016 è stata lanciata la campagna Stop Sexual Tourism, che ha previsto l'affissione di manifesti informativi in 57 aeroporti italiani., malgrado una delle prime leggi al mondo a perseguire penalmente un reato anche al di fuori dei confini della giurisdizione territoriale dello Stato.
Nel 2016-2017, l'Italia è stata il Paese al mondo con il maggior numero di pedofili in cerca di minori
Secondo l'ONG End Child Prostitution in Asian Tourism (ECPAT), riconosciuta dalla Commissione Europea e ricevuta da Karol Wojtyła nella Sala del trono vaticano nel marzo 1997, fra il 2015 e il 2016 il fenomeno avrebbe riguardato 3 milioni di turisti e almeno 250.000 vittime per un giro d'affari stimato superiore ai 20 miliardi di dollari. I turisti sessuali italiani sarebbero stati circa 80.000, al 90% maschi in cerca di sesso con minori fra i 12 e i 14 anni di età.
L'Asia è una delle mete più frequenti del turismo sessuale minorile mondiale. In Thailandia, è nota da anni l'attività del bar-massaggio, con la presenza di dipendenti, per la maggioranza oggetto di stupro e di sfruttamento della prostituzione.

## Turismo sessuale gay
L'industria del turismo sessuale offre un fiorente sotto-mercato per i turisti gay e bisessuali. Studi esistenti suggeriscono che il turismo sessuale gay ha motivazioni simili al turismo sessuale etero, con l'ulteriore elemento di essere in grado di connettersi alla propria identità sessuale gay. Come presentano questi studi, "le attività ricreative e le vacanze hanno un significato particolare per gli uomini gay in quanto offrono l'opportunità più significativa di costruire, confermare o cambiare la loro identità sessuale". I gay potrebbero trovare le loro comunità di origine non amichevoli come quelle di altre destinazioni di viaggio, consentendo quindi loro di trovare altre persone che identificano i gay per esplorare la loro identità.
I mercati popolari del turismo sessuale gay in "Gran Canaria, Ibiza, Sardegna, Sicilia e Fire Island sono stati descritti come vacanze in cui l'attività sessuale gay è ampiamente possibile". Proprio come nei mercati del turismo sessuale eterosessuale, alcuni accordi possono essere monetari, a seconda dei luoghi. Ad esempio a Rio de Janeiro, in Brasile, il turismo sessuale gay è diventato una nicchia popolare che ospita un mercato razzialmente diversificato. I lavoratori si chiamano "Michês" si distinguono indossando asciugamani blu brillante e spesso lavorano nelle saune.
Eventi come il Pride Parades, le crociere LGBT e festival come il Circuit Festival e il A Magical Weekend a Walt Disney World, offrono ai gay l'opportunità di connettersi in gran numero. Il turismo sessuale gay è stato oggetto di proteste da parte di gruppi religiosi e anti-gay.

## Resort per soli adulti
I resort per soli adulti adatti al sesso sono diventati più popolari poiché i viaggiatori più giovani vogliono sperimentare il sesso consensuale all'estero evitando problemi etici di prostituzione. In gran parte in Messico e ai Caraibi, possono includere opzioni per l'abbigliamento con spazi in cui i viaggiatori possono incontrare gli altri e fare uso di "sale giochi". I resort per nudisti non sono intesi come luoghi per attività sessuali palesi.

## Turismo sessuale infantile
Alcune persone viaggiano per fare sesso con prostitute minorenni. Questa pratica è chiamata turismo sessuale minorile. Sebbene sia illegale nella maggior parte dei paesi, si ritiene che questa pratica renda miliardi di dollari e coinvolga ben 2 milioni di bambini in tutto il mondo.
Nel tentativo di sradicare questo tipo di turismo, alcuni paesi hanno promulgato leggi che consentono di perseguire i cittadini per abusi sui minori che si verificano al di fuori del loro paese di origine, anche se non è contro la legge del paese in cui si sono verificati gli abusi. Il codice di condotta per lo sfruttamento sessuale dei minori nei viaggi e nel turismo è un'organizzazione internazionale composta da membri dell'industria del turismo ed esperti in diritti dei bambini con lo scopo di sradicare la pratica del turismo sessuale minorile.
Si ritiene che il Brasile abbia il peggior record di traffico di minori, dopo la Thailandia.
L'UNICEF osserva che l'attività sessuale è spesso vista come una questione privata, rendendo le comunità riluttanti ad agire e intervenire in caso di sfruttamento sessuale. Questi atteggiamenti rendono i bambini molto più vulnerabili allo sfruttamento sessuale. La maggior parte dello sfruttamento dei bambini avviene a seguito del loro assorbimento nel commercio sessuale degli adulti, dove vengono sfruttati dalla popolazione locale e dai turisti del sesso. Internet fornisce uno strumento di networking globale efficace per le persone a condividere informazioni sulle destinazioni e gli appalti.
Nei casi che coinvolgono bambini, gli Stati Uniti hanno leggi nazionali relativamente rigide che tengono conto di qualsiasi cittadino americano o residente permanente degli Stati Uniti che viaggia all'estero allo scopo di impegnarsi in comportamenti illeciti con un minore.  A partire dal 2009, il turismo sessuale e la tratta di esseri umani continuano a crescere rapidamente.

## Regolamento
I regolamenti e il coinvolgimento del governo dimostrano di avere un impatto positivo sull'industria del sesso. Decriminalizzando la prostituzione, un governo può proteggere le prostitute in base alle leggi sul lavoro accessibili dai lavoratori in altri campi.
Nei Paesi Bassi, le prostitute hanno accesso a test STD gratuiti illimitati. La criminalizzazione dei lavori legati al sesso aumenta la vulnerabilità dei lavoratori all'HIV aumentando lo stigma e il discernimento. Non solo il giudizio che i lavoratori del sesso sentono all'interno della comunità sanitaria impedisce loro di cercare cure tempestive, ma influisce negativamente anche sull'autostima e sulla salute.